# Уильямс, Майк (игрок в американский футбол, 1994)
Майкл Кей Уильямс (англ. Michael K. Williams; 4 октября 1994, Венс, Южная Каролина) — профессиональный футболист, выступающий на позиции уайд ресивера в клубе НФЛ «Лос-Анджелес Чарджерс». На студенческом уровне играл за команду Клемсонского университета. Победитель студенческого национального чемпионата сезона 2016 года. На драфте НФЛ 2017 года был выбран в первом раунде под общим седьмым номером.

## Биография
Майк Уильямс родился 4 октября 1994 года в Венсе в Южной Каролине. Учился в старшей школе Лейк-Мэрион, играл в составе её футбольной команды на позициях принимающего и квотербека. Признавался игроком года в округе Оринджберг, принимал участие в матче всех звёзд школьного футбола. На момент окончания школы входил в тройку лучших футболистов Южной Каролины по версиям ESPN и 247Sports. После выпуска получил спортивную стипендию в Клемсонском университете.

### Любительская карьера
В составе университетской команды Уильямс дебютировал в 2013 году. Он принял участие в тринадцати играх сезона, сделав 20 приёмов на 316 ярдов. Перед началом турнира 2014 года его включали в список возможных обладателей награды Билетникоффа лучшему принимающему студенческого футбола. Он занял место одного из основных ресиверов команды и сыграл тринадцать матчей, в которых набрал 1030 ярдов. Уильямс стал первым в истории университета второкурсником, оказавшимся лучшим в составе по ярдам на приёме.
В 2015 году в первой же игре сезона он получил травму шеи, ударившись о стойку ворот, после чего получил статус освобождённого игрока по медицинским показаниям. На поле Уильямс вернулся в 2016 году. Он отыграл в стартовом составе команды все пятнадцать матчей сезона и стал лучшим по количеству приёмов, набранных ярдов и тачдаунов. В победном финале плей-офф против «Алабамы» он набрал 94 ярда с тачдауном. По итогам сезона Уильямс был включён в сборные звёзд конференции ACC по версиям тренеров и журналистов. В декабре 2016 года он окончил университет, получив диплом бакалавра в области социологии.

#### Статистика выступлений в NCAA
| Сезон | Команда         | Игры | Приём | Приём | Приём | Приём | Вынос | Вынос | Вынос | Вынос |
| Сезон | Команда         | Игры | Rec   | Yds   | Y/A   | TD    | Att   | Yds   | Y/A   | TD    |
| ----- | --------------- | ---- | ----- | ----- | ----- | ----- | ----- | ----- | ----- | ----- |
| 2013  | Клемсон Тайгерс | 13   | 20    | 316   | 15,8  | 3     | 0     | 0     | 0,0   | 0     |
| 2014  | Клемсон Тайгерс | 13   | 57    | 1030  | 18,1  | 6     | 0     | 0     | 0,0   | 0     |
| 2015  | Клемсон Тайгерс | 1    | 2     | 20    | 10,0  | 1     | 0     | 0     | 0     | 0     |
| 2016  | Клемсон Тайгерс | 15   | 98    | 1361  | 13,9  | 11    | 0     | 0     | 0,0   | 0     |
| Всего | Всего           | 42   | 177   | 2727  | 15,4  | 21    | 0     | 0     | 0,0   | 0     |

### Профессиональная карьера
Перед драфтом НФЛ 2017 года аналитик Yahoo Sports Эрик Эдхольм отмечал, что наилучшим вариантом для Уильямса будет попадание в команду, где от него не будут требовать сразу играть роль первого ресивера. К плюсам игрока он относил его телосложение, атлетизм, умение вести контактную борьбу за мяч, в перспективе — полезность как блокирующего. Недостатками он называл силовой стиль игры принимающего, чреватый получением травм, невысокую скорость, проблемы с концентрацией и видением поля.
На драфте Уильямс был выбран «Лос-Анджелес Чарджерс» в первом раунде под общим седьмым номером. В мае 2017 года он подписал с клубом четырёхлетний контракт на сумму 12,9 млн долларов. Дебютный сезон на профессиональном уровне сложился для него неудачно. Во время силовых тренировок в межсезонье Уильямс травмировал спину, из-за чего смог принять участие только в десяти играх и сделал одиннадцать приёмов. После окончания регулярного чемпионата 2017 года он самостоятельно работал над восстановлением и занимался изучением системы нападения команды. Это дало результат и в 2018 году Уильямс заметно улучшил свои показатели и сделал десять тачдаунов, войдя в число лучших принимающих лиги. По данным издания Pro Football Focus, по эффективности в пределах 20 ярдов от зачётной зоны соперника он был вторым в НФЛ, уступая только игроку «Грин-Бэй Пэкерс» Даванте Адамсу. В 2019 году он сыграл в пятнадцати матчах и впервые в карьере преодолел отметку в 1000 ярдов на приёме за сезон. Весной 2020 года «Чарджерс» активировали пункт контракта, предусматривавший продление на пятый сезон. Зарплата Уильямса в нём составила 15,7 млн долларов.
По ходу сезона 2020 года влияние Уильямса на нападение «Чарджерс» снизилось. Новый квотербек Джастин Херберт предпочитал играть на Кинана Аллена и Хантера Хенри, а большую угрозу при дальних передачах представляли скоростные Джейлен Гайтон и Тайрон Джонсон. В пятнадцати проведённых матчах чемпионата он набрал 756 ярдов с пятью тачдаунами. В 2021 году, когда команду возглавил новый тренер Брэндон Стейли, Уильямс вернулся на прежний уровень, его игра стала значительно разнообразнее. Он установил новые личные рекорды по количеству приёмов и набранных ярдов. Пять из девяти своих тачдаунов он сделал в четвёртой четверти и овертайме, установив рекорд НФЛ. В марте 2022 года он подписал с клубом трёхлетний контракт на общую сумму 60 млн долларов.
В сезоне 2022 года из-за травм Уильямс смог сыграть только в тринадцати матчах, но стал лидером команды по набранным на приёме ярдам. В сентябре 2023 года в третьей игре чемпионата он получил разрыв крестообразных связок колена, из-за чего досрочно завершил сезон.

#### Статистика выступлений в НФЛ

##### Регулярный чемпионат
| Сезон | Команда               | Игры | Приём | Приём | Приём | Приём | Вынос | Вынос | Вынос | Вынос |
| Сезон | Команда               | Игры | Rec   | Yds   | Y/A   | TD    | Att   | Yds   | Y/A   | TD    |
| ----- | --------------------- | ---- | ----- | ----- | ----- | ----- | ----- | ----- | ----- | ----- |
| 2017  | Лос-Анджелес Чарджерс | 10   | 11    | 95    | 8,6   | 0     | 0     | 0     | 0,0   | 0     |
| 2018  | Лос-Анджелес Чарджерс | 16   | 43    | 664   | 15,4  | 10    | 7     | 28    | 4,0   | 1     |
| 2019  | Лос-Анджелес Чарджерс | 15   | 49    | 1001  | 20,4  | 2     | 1     | 2     | 2,0   | 0     |
| 2020  | Лос-Анджелес Чарджерс | 15   | 48    | 756   | 15,8  | 5     | 1     | 1     | 1,0   | 0     |
| 2021  | Лос-Анджелес Чарджерс | 16   | 76    | 1146  | 15,1  | 9     | 0     | 0     | 0,0   | 0     |
| 2022  | Лос-Анджелес Чарджерс | 13   | 63    | 895   | 14,2  | 4     | 0     | 0     | 0,0   | 0     |
| 2023  | Лос-Анджелес Чарджерс | 3    | 19    | 249   | 13,1  | 1     | 1     | 3     | 3,0   | 0     |
| Всего | Всего                 | 88   | 309   | 4806  | 15,6  | 31    | 10    | 34    | 3,4   | 1     |

##### Плей-офф
| Сезон | Команда               | Игры | Приём | Приём | Приём | Приём | Вынос | Вынос | Вынос | Вынос |
| Сезон | Команда               | Игры | Rec   | Yds   | Y/A   | TD    | Att   | Yds   | Y/A   | TD    |
| ----- | --------------------- | ---- | ----- | ----- | ----- | ----- | ----- | ----- | ----- | ----- |
| 2018  | Лос-Анджелес Чарджерс | 2    | 7     | 110   | 15,7  | 0     | 0     | 0     | 0,0   | 0     |
| Всего | Всего                 | 2    | 7     | 110   | 15,7  | 0     | 0     | 0     | 0,0   | 0     |